# SST Records
SST Records blev grundlagt af Black Flag-guitaristen Greg Ginn. I starten udgav de hovedsageligt plader fra Ginns eget band, Black Flag, men har siden udgivet plader af mange indflydelsesrige alternative rock bands som fx Sonic Youth, Hüsker Dü, Dinosaur Jr, The Minutemen og mange flere.